# Vernetzt – Johnny Mnemonic
Vernetzt – Johnny Mnemonic ist ein Film des Regisseurs Robert Longo aus dem Jahr 1995. Der Actionfilm basiert auf der zum Science-Fiction Subgenre Cyberpunk gerechneten Kurzgeschichte Der mnemonische Johnny von William Gibson und wurde von den Filmstudios Alliance Communications Corporation, Cinévision und TriStar Pictures produziert. Die bisher einzigen weiteren Verfilmungen eines Werkes von William Gibson sind New Rose Hotel und Peripherie (2022).

## Handlung
Im Jahr 2021 sind bestimmte Informationen begehrte Handels- und Schmuggelware. Daher gibt es Kuriere, die einen Teil ihres Gehirns zu einem Datenspeicher umfunktionieren lassen, um wertvolle Daten sicher zu übermitteln, allerdings verliert man dabei einen Teil seiner Erinnerungen. In dieser Zeit möchte Johnny, der als mnemonischer Kurier arbeitet, aus seinem Geschäft aussteigen und sein komplettes Gedächtnis wiedererlangen. Während ein Implantat sehr günstig zu haben ist, lassen sich die Chirurgen die Entfernung des Implantats teuer bezahlen, um an den Geschäften mnemonischer Kuriere mitzuverdienen. Johnny bekommt einen Auftrag, der für seinen Speicher zu groß ist. Daraufhin leidet er unter schweren Flashbacks seiner Kindheit, die er für den Speicher geopfert hat. Um nicht an der Überlastung seines Hirns zu sterben, muss er die Daten innerhalb von 24 Stunden aus seinem Gehirn entladen haben. Die Daten in Johnnys Kopf ermöglichen die Herstellung eines Heilmittels für NAS - Nerve Attenuation Syndrome, eine Krankheit, an der die Hälfte der Weltbevölkerung wegen ihres Umgangs mit Elektronik und Kybernetik leidet. Dieses Wissen will der entwickelnde Konzern für sich behalten, da das Vertreiben der Unterdrückungsmedizin für ihn deutlich lukrativer ist als das des Heilmittels, und setzt darum die Yakuza ein, Auftragsmörder, die Johnny aufhalten sollen.
Johnny wird jedoch von einer Untergrundbewegung, den LoTeks – die gegen die Konzerne, deren Unterdrückung und gegen die Hochtechnologie kämpft – in seinem Kampf unterstützt. Durch einen kybernetisch modifizierten Delphin, den die Navy ausgemustert hat, kann Johnny von seinem Speicherinhalt befreit werden, der durch die Cracker-Fähigkeiten des Delphins in alle TV-Kanäle und in das Internet als letzte Sendung der LoTeks ausgestrahlt wird, wobei das kriminelle Treiben des Konzerns ebenfalls bloßgestellt wird. Das führt zu ihrem Sturz und damit auch zum Ende der Jagd auf Johnny.

## Synchronisation
| Rolle           | Darsteller     | Synchronsprecher  |
| --------------- | -------------- | ----------------- |
| Johnny Mnemonic | Keanu Reeves   | Benjamin Völz     |
| J-Bone          | Ice-T          | Jan Odle          |
| Straßenprediger | Dolph Lundgren | Manfred Lehmann   |
| Shinji          | Denis Akiyama  | Gudo Hoegel       |
| Ralfi           | Udo Kier       | Fred Maire        |
| Hooky           | Don Francks    | Norbert Gastell   |
| Spider          | Henry Rollins  | Christian Tramitz |

## Rezeption
Nach dem überwältigenden Erfolg von Gibsons Kultroman Neuromancer wurde eine Verfilmung desselben in SF-Kreisen seit 1984 ungeduldig erwartet, obwohl es allenthalben Warnungen gab, dass Gibsons Prosa als Film nicht funktionieren würde. Regelmäßig tauchten Gerüchte über begonnene Dreharbeiten oder Drehbücher auf. 1995 stellte sich eine der vermeintlichen Neuromancer-Verfilmungen tatsächlich als eine Verfilmung der älteren Kurzgeschichte Johnny Mnemonic heraus. Eine andere entpuppte sich später als Matrix; in beiden Filmen spielt Keanu Reeves die Hauptrolle. In dieser hatte Gibson die wichtigsten Elemente seiner Sprawl-Welt, in der viele seiner frühen Romane und Kurzgeschichten spielen, entwickelt. Für den Film wurden jedoch nur die Figuren und Schauplätze verwendet, Geschichte und Motive der Handelnden wurden völlig verändert.
Entsprechend vernichtend fiel das Urteil vieler Kritiker aus: Kenner von Gibsons Werken bemängelten das Fallenlassen der ursprünglichen, komplexen Handlung zugunsten eines eher geradlinigen, hollywoodkompatiblen Action-Plots. Des Weiteren wurden die naiven Dialoge und das eher lustlose Spiel der Hauptdarsteller kritisiert. Immerhin sei der Film stellenweise visuell beeindruckend und könne als Einstieg in eine nähere Beschäftigung mit Gibsons Romanen dienen.

## Kritiken
„Erstmals wurde eine Kurzgeschichte des Cyberpunk-Erfinders William Gibson für die Leinwand adaptiert. Gibson selbst schrieb das Drehbuch, als Regisseur wurde der New Yorker Konzeptkünstler Robert Longo engagiert. Das Ergebnis überzeugt durch aufwendige Ausstattung und trickreiche Spezialeffekte, die dem Sci-Fi-Setting durchaus gerecht werden.“

„Ein eklektischer, passagenweise harter Thriller im Cyberspace-Ambiente mit ungewöhnlicher Besetzung, einem Künstler-Regisseur und beeindruckenden Special-Effects. Aus Versatzstücken des Genres und mit eindimensionaler B-Movie-Dramaturgie versehen, aber spannend und durch seine Mixtur schon wieder originell.“

## Auszeichnungen
Der Produzent Don Carmody gewann im Jahr 1996 den Genie Award, der Film wurde in zwei weiteren Kategorien für den gleichen Preis nominiert. Keanu Reeves wurde 1996 für die Goldene Himbeere nominiert.

## Weiteres
- In Deutschland wurde die Altersfreigabe für den Film im August 2017 von 18 auf 16 herabgesetzt.[6]
- Der Film startete am 12. Oktober 1995 in den deutschen Kinos.
- Der Ausdruck mnemonisch kommt aus dem Griechischen und kann mit ein gutes Gedächtnis habend übersetzt werden. Anweisungen eines Computerprozessors (Assemblersprache) werden als mnemonische Codes bezeichnet, weil sie sich leichter einprägen lassen als Maschinenbefehle.